# Notek

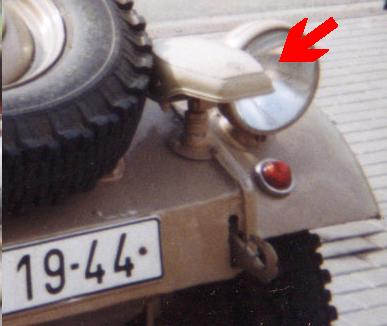
VW-Kübelwagen mit Tarnscheinwerfer (Bildmitte)

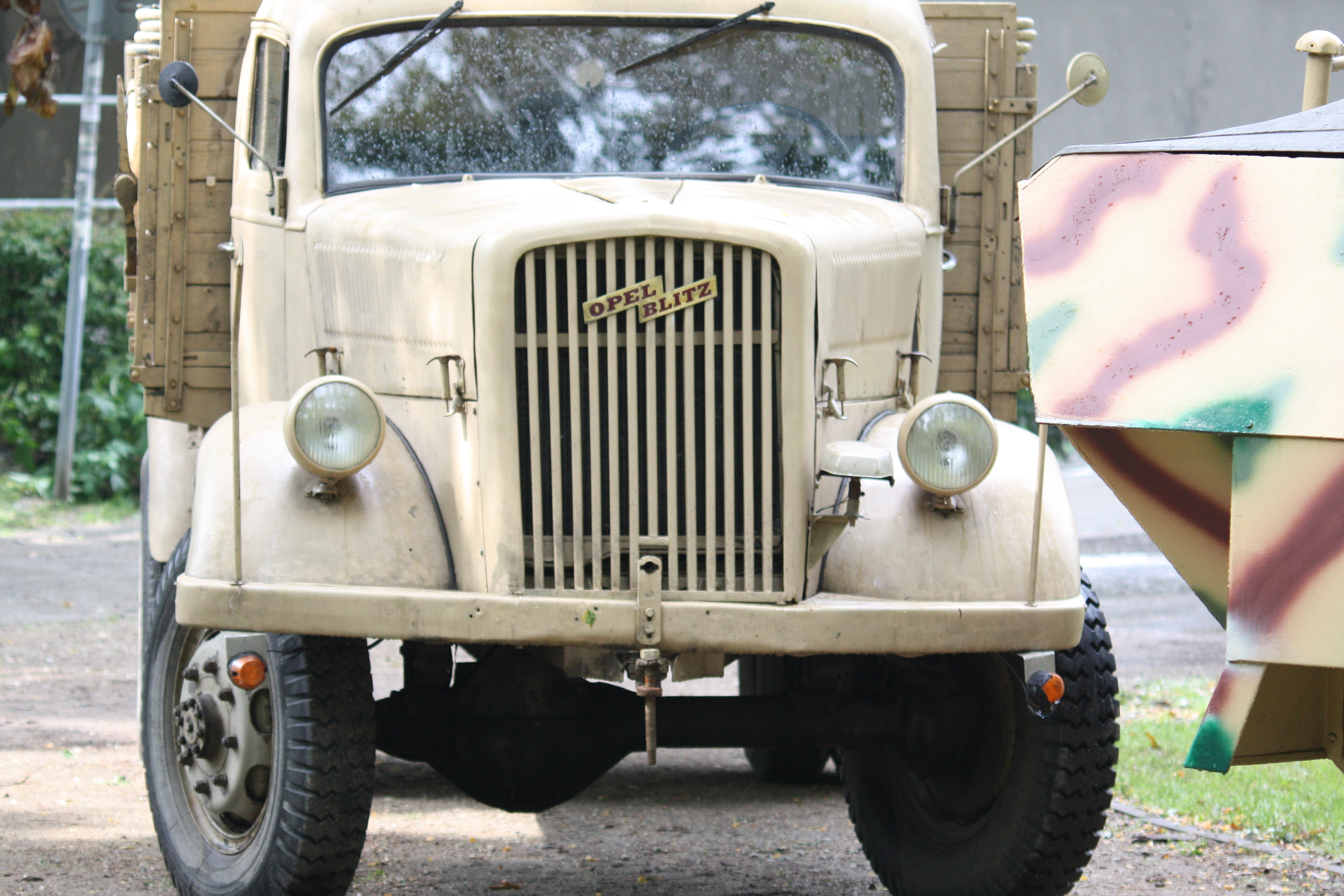
Opel Blitz A (Allrad) mit Notek-Scheinwerfer

Notek war ein Markenzeichen der Nova-Technik GmbH, München und Bezeichnung für ihr Kfz-Nachtmarschgerät, welches an nahezu jedem Fahrzeug der Wehrmacht montiert war. Das Unternehmen baute neben diesem seinem bekanntesten Produkt zudem Tarnscheinwerfer für die stationäre Benutzung an Gebäuden oder im Gelände.
Das Notek-Nachtmarschgerät war ein System zur Beleuchtung an Kraftfahrzeugen unter Verdunkelungsbedingungen, ähnlich dem Tarnlicht der Bundeswehr. Damit ausgerüstete Fahrzeuge oder Kolonnen konnten sich in der Dunkelheit auf der Straße ausreichend sicher bewegen, ohne aus größerer Entfernung vom Boden oder von einem Flugzeug aus erkennbar zu sein. Das System besteht aus dem Tarnscheinwerfer vorn, dem Abstandsrücklicht hinten und dem Stufenschalter mit eingebautem Vorwiderstand.
Das Nachtmarschgerät wurde an nahezu allen Wehrmachtsfahrzeugen wie Kübelwagen und Kettenkrad bis hin zum Kampfpanzer, nicht jedoch an Motorrädern und Motorradgespannen verwendet.

## Geschichte
Nachdem Versuche mit Schlitzblenden vor den eigentlichen Kfz-Scheinwerfern keinen befriedigenden Erfolg gebracht hatten, wurde durch die Heeresversuchsabteilung für Motorisierung in Zusammenarbeit mit der Münchener Nova-Technik GmbH ein Gerät entwickelt, welches das vor dem Fahrzeug befindliche Gelände auf 30–40 m Weite und etwa 25 m Breite ausleuchten konnte. Durch eine zusätzliche Abdeckhaube war eine Entdeckung des Fahrzeuges durch Feindbeobachter erst unter 50 m Entfernung möglich, und dann auch nur aus liegender Position.

## Tarnscheinwerfer

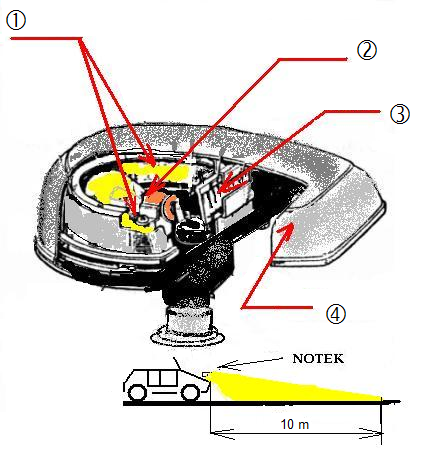
Tarnscheinwerfer
1 = Reflektor
2 = Glühlampe
3 = Streuscheibe
4 = Gehäuse

Der Tarnscheinwerfer vorn ermöglichte dem Fahrer bei Verdunkelung noch ausreichende Sicht auf die Fahrbahn, während das Fahrzeug für einen Beobachter vom Boden oder aus der Luft ab einer bestimmten Entfernung nicht mehr erkennbar war. Diese Entfernung betrug zwischen 500 m (Schalterstellung V1) und 1500 m (Schalterstellung V3).
Erreicht wurde diese Tarnbeleuchtung durch einen rotationselliptisch geformten Reflektor, der mittels einer 35-Watt-Glühlampe das stärkere Licht aus der Mitte in die Ferne, das schwächere Licht vom Rande des Reflektors in die Nähe warf. Durch eine Abdeckhaube konnte kein Licht nach oben oder seitlich dringen. Die Helligkeitswerte des Scheinwerfers konnten durch verschiedene Schalterstellungen von dem Kraftfahrzeugführer verändert oder ganz ausgeschaltet werden.
Eine Betriebs- und Einbauvorschrift aus dem Jahre 1939 regelte den Auf- bzw. Einbau der Geräte am Kfz sowie die Anwendung im Einsatzgebiet. So war beispielsweise beim Einfahren in eine Batteriestellung, Beziehen von Bereitschaftsräumen oder ähnlichen Fahrten unter Feindeinsicht die geringste Leuchtstärke bei zusätzlich eingeschaltetem Abstands-Rücklicht vorgeschrieben.
Es wurde immer nur ein Tarnscheinwerfer pro Fahrzeug verwendet. Dieser sollte vorn links am Fahrzeug montiert werden.

## Stufenschalter
Die Helligkeit (Lichtstärke) des Tarnscheinwerfers konnte mittels des Stufenschalters in drei Stufen (V1–V3) geregelt werden. Dies erfolgte mit einem Vorwiderstand. Daher musste der Stufenschalter an die Betriebsspannung des Fahrzeugs (6, 12 oder 24 V) angepasst sein. Die jeweilige Betriebsspannung des Stufenschalters war außen auf dem Gehäuse aufgedruckt.
In der hellsten Stufe (V3) war der Vorwiderstand überbrückt und der Tarnscheinwerfer erhielt die volle Spannung. Der Vorwiderstand wirkte nicht auf das Abstandsrücklicht. Dieses erhielt in allen Schalterstellungen die volle Betriebsspannung.
Zusätzlich gab es noch eine Schalterstellung „H“, bei der nur das Abstandsrücklicht eingeschaltet war und der Tarnscheinwerfer nicht.
Der Stufenschalter war üblicherweise an Klemme 15 angeschlossen, das Nachtmarschgerät funktionierte somit nur bei eingeschalteter Zündung.

## Abstandsrücklicht
Das Abstandsrücklicht bestand aus einer Kombination des Kfz-Schlusslichtes, der Kennzeichenbeleuchtung, des Bremslichtes und des Abstandslichtes, welche durch Abdeckplatten zusätzlich abgedunkelt werden konnten.
Das Abstandslicht leuchtete grün und bestand aus vier getrennten, waagerecht angeordneten rechteckigen Leuchten, die jeweils 3 cm hoch waren. Die äußeren Leuchten hatten eine Breite von je 2 cm und einen Abstand von 1,6 cm zur jeweiligen inneren Leuchte. Die beiden inneren Leuchten waren nur 1,8 cm breit und wiesen einen Abstand von 3,8 cm zueinander auf. Mit Hilfe dieser Anordnung konnte der Fahrer eines hinterher fahrenden Fahrzeugs auch bei völliger Dunkelheit den richtigen Abstand in einer Kolonne wie folgt abschätzen: Innerhalb einer Entfernung zwischen etwa 300 m bis 35 m (Abstand zu groß) war das Abstandslicht nur als eine einzige rechteckige Fläche erkennbar. In einem Abstand von ungefähr 25–35 m (korrekter Abstand für Kolonnenfahrt) waren zwei nebeneinander liegende Flächen zu sehen. Betrug der Abstand weniger als etwa 25 m (zu gering), waren alle vier Leuchten erkennbar.
Die Funktion des Abstandslichts beruht auf dem begrenzten Auflösungsvermögen des menschlichen Auges: Zwei Punkte sind ab einer bestimmten Entfernung nicht mehr zu unterscheiden, sondern verschmelzen scheinbar. Da die Leuchtflächen in zwei verschiedenen Abständen angeordnet sind, kommt es in Abhängigkeit vom Betrachtungsabstand zu zwei „Verschmelzungen“ (von je zwei bzw. von allen vier Leuchten). So konnte der Fahrer beim Aufholen bzw. Näherkommen in Kolonnenfahrten besser seine Entfernung zum Vordermann abschätzen und den Nachtmarschabstand einhalten.
In das Abstandsrücklicht integriert waren auch die Kennzeichenleuchte mit Abblendschieber, eine normale Rückleuchte und eine Bremsleuchte. Über eine bewegliche Blechklappe wurde das Abstandsrücklicht zwischen Normalbetrieb (Schlussleuchte und Bremsleuchte sichtbar) und Tarnbetrieb (vier grüne Abstandsleuchten sichtbar) umgeschaltet.

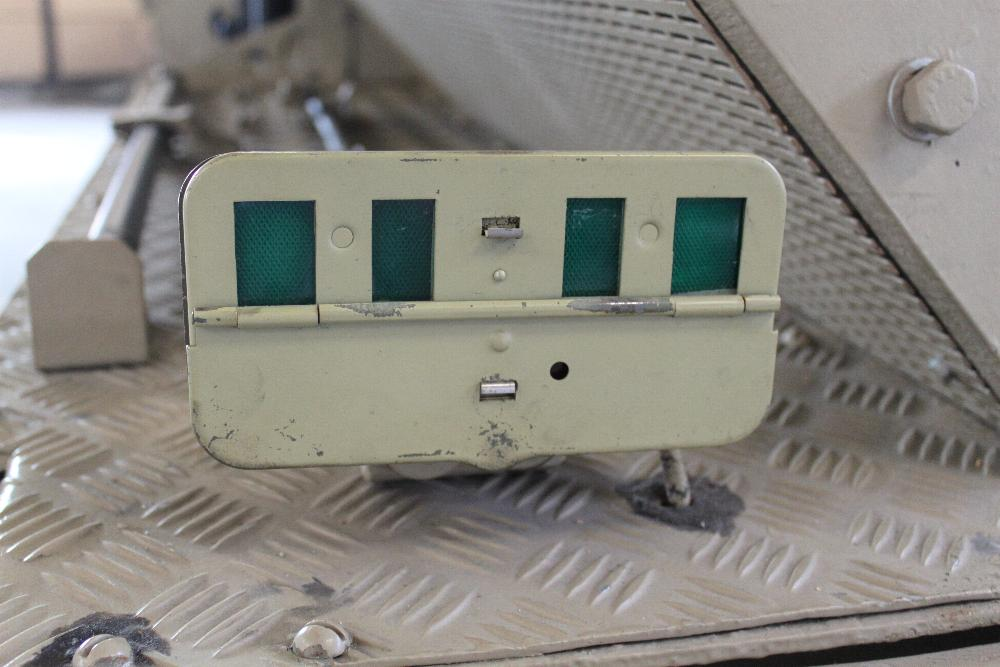
Tarnbetrieb mit grünen Leuchtflächen
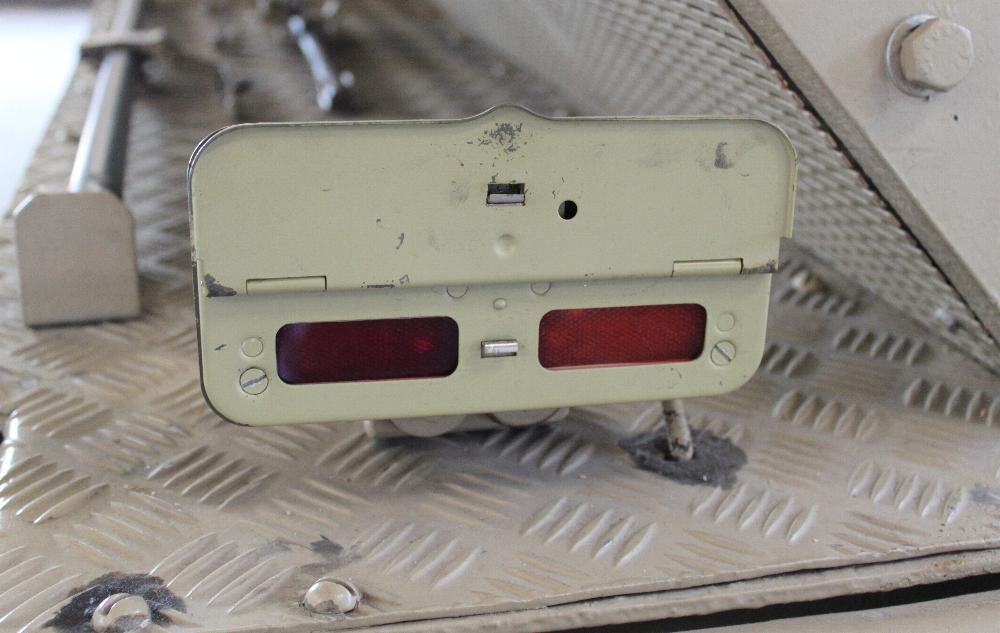
Normalbetrieb mit roter (Schlusslicht) und oranger (Bremslicht) Leuchtfläche
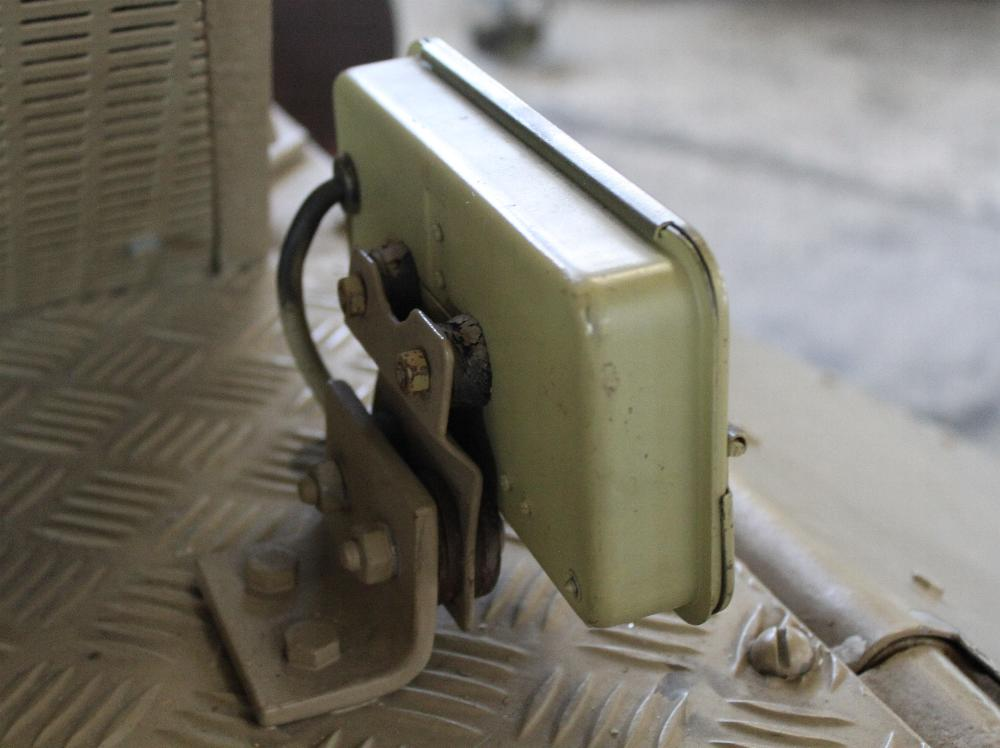
Leuchtenrückseite